# Turner Cody
Pour les articles homonymes, voir Cody.
 (février 2020).
Si vous disposez d'ouvrages ou d'articles de référence ou si vous connaissez des sites web de qualité traitant du thème abordé ici, merci de compléter l'article en donnant les références utiles à sa vérifiabilité et en les liant à la section « Notes et références ».
Turner Van Pelt Kniffin, dit Turner Cody, est un auteur-compositeur-interprète américain, né le 22 décembre 1980 à Boston au Massachusetts.
Originaire de Boston, Turner Cody pose ses valises à New York à l’automne 1999. Proche de la communauté du Sidewalk Café, il y rencontre Adam Green et Jeffrey Lewis, perfectionnant son songwriting au cœur de la scène « anti-folk ». Durant cette période, il publie cinq albums auto-produits et apparait sur la compilation Antifolk Vol. 1 parue chez Rough Trade. En 2002, il rencontre les Français d’Herman Dune, venus tenter leur chance à New York. S’ensuivent de nombreuses tournées européennes, deux albums et une véritable collaboration artistique.
En 2008, Turner Cody publie l’album First Light et le single Corner of my Room, est retenu par Jacques Audiard pour figurer dans la bande originale du film Un prophète, grand prix du jury au festival de Cannes et nommé aux Oscars.
Entre 2010 et 2018 il publie 6 nouveaux albums studio (uniquement en digital) et une compilation en CD.
En 2018 il rencontre l'auteur-compositeur belge Nicolas Michaux (ex- Été 67) et son groupe The Soldiers of Love, avec qui il enregistre l'album Friends in High Places (2020).
Il a également publié un livre de poèmes intitulé The Return of the High Priestess and Other Poems.

## Albums
- Turner Cody (2000)
- This Springtime and Others (2001)
- Who Went West (2001)
- The Cody Choir (2003)
- Buds of May (2004)
- The Great Migration (2005)
- Quarter Century (2005, 2007)
- 60 Seasons - A Compilation 2000-2005 (2007)
- First Light (2008)
- Gangbusters! (2010)
- Rules of the Road (2012)
- Last of the Big Time Spenders (2012)
- Plans & Schemes (2014)
- Hiding in Plain Sight (2016)
- The Duke of Decline (2018)
- The Great Shadow - A Compilation 2007-2017 (2018)
- Friends in High Places, avec The Soldiers of Love (2020)